# Liga Femeilor din România
Liga Femeilor din România a fost o organizație de femei din România înființată în anul 1894. Printre membrele fondatoare se numărau: Cornelia Emilian, Sofia Nădejde, Eugenia de Reuss Ianculescu.
Organizația era declarat feministă, afirmând în statutul său că „în lupta pentru existență locul pentru femeie este prea restrâns”.  „Femeia din popor n-are conștiință de valoarea sa de om” scrie într-un document al Ligii Femeilor din România (1894). Sub influența mișcării socialiste, dar și a mișcării internaționale de femei pentru votul universal, organizațiile și publicațiile feministe, îndeosebi cele create în ultimul deceniu al secolului al XIX-lea, puneau accentul în programele și statutele lor pe revendicările economice, politice și juridice ale femeilor. Așa se explică de ce opinia publică democratică a salutat constituirea, în octombrie 1894, a Ligii Femeilor Române de la Iași, în urma apelului lansat de Reuniunea din același oraș.
Liga a fost înființată, printre altele, pentru că:
- femeii nu i se oferea gratuit informație îndestulătoare ca și bărbatului, „statul nu-i dă liceu și ea e silită să se instruiască pe spezele ei, pentru a putea urma la Universitate”;[4]
- femeia chiar dacă termina Universitatea și obținea aceleași titluri ca și bărbatul, era pusă în imposibilitatea de a-și exercita meseria;[5]
- legea o punea pe femeia măritată „în rândul minorilor și al interdicțiilor”;
- legea nu ținea cont de munca femeii acasă și în caz de divorț sau deces al bărbatului, femeia rămânea pieritoare de foame dacă nu avea copil din acea căsătorie;
- munca manuală era considerată o înjosire (adică inclusiv munca desfășurată acasă de către soții).

Corespunzător, scopul Ligii era de a le oferi femeilor un câmp mai deschis pentru activitatea lor întru asigurarea existenței, de a le ajuta „să-și câștige neatârnarea economică”, să lupte mai eficient contra discriminării și pentru „recunoașterea drepturilor sale juridice” și „îmbunătățirea stării ei culturale”. Și mai articulate regăsim o serie de revendicări, în set lărgit și concret, în formularea Eugeniei de Reuss Ianculescu din 1912:
- Modificarea codului civil, mai ales în ce privește condiția juridică a femeii;
- Îndepărtarea incapacității civile a femeii;
- Referitor la copii, drepturile mamei egale cu ale tatălui;
- Căutarea paternității;
- Extinderea drepturilor femeilor referitor la tutelă și dreptul de face parte din consiliul de familie;
- Suspendarea prostituției legale;
- Independența economică a femeii măritate;
- Aplicarea principiului „la muncă egală salariu egal”;
- Admiterea femeilor în profesiunile liberale de avocat, notar etc.;
- Admiterea femeilor comersante la camerele și tribunalele de comerț;
- Admiterea femeilor în învățământul universitar superior, în funcția de directoare de spitale;
- Admiterea femeilor în corporații, societăți de administrație, binefacere, caritate și asistență publică.[7]

Din inițiativa Ligii, a fost înaintată Adunării Deputaților, în primăvara anului 1896, o petiție, purtând semnătura a peste 100 de femei, prin care se cerea ca „femeia măritată să fie scoasă din rândul minorilor și să i se recunoască dreptul de a-și administra singură averea” și, în al doilea rând, „ca legea să oblige pe bărbat ca să-și recunoască copilul său natural, pentru ca astfel sarcina creșterii copilului să fie suportată și de tată, iar nu numai de mamă, ca să dispară în felul acesta pruncuciderile și sinuciderile mamelor, precum și părăsirea copiilor, care altfel ar deveni o nenorocire pentru societate”.  Cu toate că petiția nu a fost luată în considerație, nici de această dată și nici mai târziu (în 1898, când s-a trimis Corpurilor Legiuitoare cu 500 de semnături), acțiunea femeilor ieșene a contribuit la întărirea curentului reformist care s-a afirmat din ce în ce mai pronunțat în viața politică românească la începutul secolului XX.